# Sauzet, Lot
Sauzet är en kommun i departementet Lot i regionen Occitanien i södra Frankrike. Kommunen ligger i kantonen Luzech som tillhör arrondissementet Cahors. År 2022 hade Sauzet 533 invånare.

## Befolkningsutveckling
Antalet invånare i kommunen Sauzet
| Referens: INSEE |